# Cocoliche

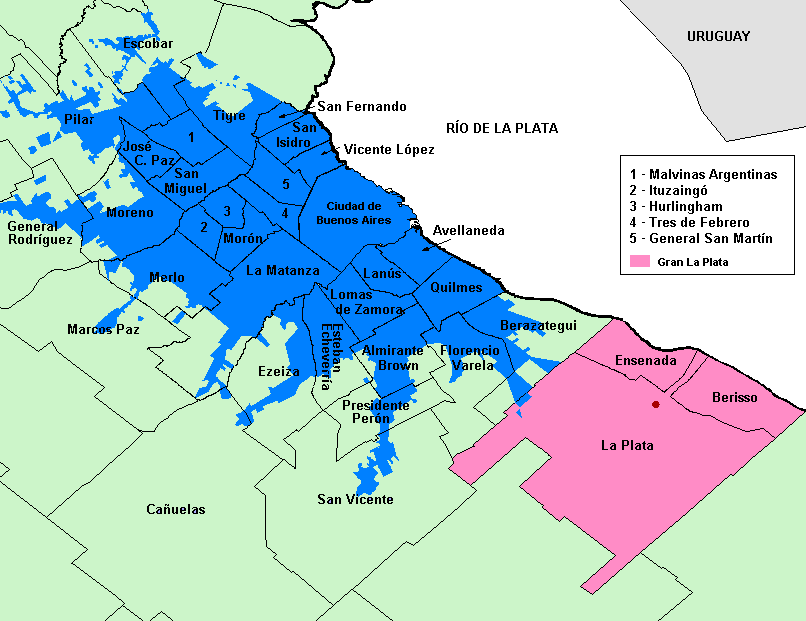
Città di Buenos Aires in blu dove si diffuse il cocoliche.

Il cocoliche è un linguaggio ibrido tipico dell'area di Buenos Aires, in cui il lessico dello spagnolo invade il sistema morfosintattico italiano.

## Storia
Gli emigrati italiani nel Río de La Plata della prima ondata migratoria (dal 1880 al 1930) erano poco alfabetizzati e non condividevano una lingua standard comune; dall'esigenza di parlare con i nativi e con gli altri connazionali nasce un'interlingua mista, denominata dagli argentini cocoliche, che acquisisce nomi, aggettivi e radici verbali dallo spagnolo e li adatta, semplificandoli, al sistema morfosintattico dei dialetti italiani. Non si tratta di un vero e proprio pidgin poiché non si innescano i principali processi di pidginizzazione, né si tratta di una lingua creola, ma è una lingua mista che non si eredita e che è in continuo divenire: con i nuovi emigrati da diverse parti d'Italia si creano diversi tipi di cocoliche, a seconda della provenienza regionale di ciascun emigrato.

## Origine del termine
Cocoliche è il nome deformato di un emigrato calabrese, tale Antonio Cuccolicchio, che lavorava nel circo dei fratelli Podestà. L'attore comico C. Petray, lavorando presso la compagnia teatrale del circo, creò una caricatura di Cuccolicchio, ridicolizzato per il suo parlare sgrammaticato e per il suo volersi atteggiare ad argentino puro. La caricatura venne poi trasformata in personaggio letterario del teatro popolare argentino dallo scrittore e romanziere E. Gutiérrez nell'opera Juan Moreira. Il personaggio ebbe così tanto successo da divenire l'archetipo dell'emigrato italiano che si sforza di somigliare al criollo.

## Aspetti linguistici
Il cocoliche si configura come una gamma di varietà che hanno una base di italiano con lessico e strutture isolate di spagnolo. Se gli elementi delle lingue a contatto sono molto simili, avvengono fenomeni di transfer (o interferenza linguistica); al contrario, se vi sono aspetti divergenti, c'è una fossilizzazione (soprattutto a livello fonologico).

### Fonetica
- l'uso della /v/ (labiodentale sonora del sistema fonologico italiano, assente nello spagnolo) invece della /b/ (labiale sonora occlusiva);
- l'uso della /k/ (occlusiva velare sorda) invece della /x/ (fricativa velare sorda del sistema spagnolo - si ha in parole come Juan, inesistenti nell'italiano[9]).

### Lessico
Se la forma spagnola è molto simile allora vi è una sostituzione:
- "amico” invece di “amigo”;

### Morfologia
Un altro elemento è l'uso del fonema /s/ che in spagnolo si usa nel plurale e nelle desinenze del verbo (o all'inizio, o all'interno o alla fine della parola): nel cocoliche si tende a ometterlo, quando è in posizione finale, oppure a enfatizzarlo, quando è all'interno della parola:
- “vamo” per “vamos”;
- “do” per “dos”;
- “lo chico” per “los chicos”;
- “ehpero” per “espero”.

Sono queste le tracce più marcate del cocoliche, spesso messe in ridicolo dalla società locale che trova occasione di deriderlo pubblicamente tramite la stampa, il tango o il teatro.

## Il Cocoliche in epoca moderna
Il cocoliche, data la sua natura spontanea, non vuole essere insegnato ma è destinato a scomparire nelle seconde generazioni nella società rioplatense moderna. Sopravvive solo a livello letterario ma in modo ben diverso da quello realmente parlato anni prima: gli scrittori argentini partono dallo spagnolo rioplatense per poi inserirvi elementi di italiano, mentre nella lingua dei primi emigrati si parte dall'italiano o dal dialetto. Nelle loro opere il cocoliche è la lingua dell'emigrato che si muove negli ambienti emarginati dalla società di Buenos Aires.